# Cantó de Macouba
El cantó de Le Macouba és una divisió administrativa francesa situat al departament de Martinica a la regió de Martinica.

## Composició
El cantó comprèn les comunes de Macouba i Grand'Rivière.

## Administració
| Període                                  | Identitat         | Partit | Qualitat |
| ---------------------------------------- | ----------------- | ------ | -------- |
| 2004-2014                                | Sainte-Rose Cakin | UMP    |          |
| Les dades anteriors no són pas conegudes |                   |        |          |